# 伯利兹国家足球队
伯利兹國家足球隊是伯利兹的國家足球代表隊，由伯利茲足球協會管理，現時屬於國際足協及中北美洲及加勒比海足球協會成員國之一。
伯利兹至今仍無緣世界盃的決賽週，美洲金盃表現部分，在2013年中美洲國家盃獲得第四名（該項賽事中前四名晉身美洲金盃決賽圈），首次晉身決賽圈賽事，可惜小組賽三場皆以輸球作收，以小組墊底成績結束美洲金盃的賽事，而後衛伊恩·蓋奈爾則在面對美國打進隊史在美洲金盃的第一顆進球。

## 世界盃成績
| 年份   | 最終成績       |
| ------ | -------------- |
| 1930年 | 沒有參賽       |
| 1934年 | 沒有參賽       |
| 1938年 | 沒有參賽       |
| 1950年 | 沒有參賽       |
| 1954年 | 沒有參賽       |
| 1958年 | 沒有參賽       |
| 1962年 | 沒有參賽       |
| 1966年 | 沒有參賽       |
| 1970年 | 沒有參賽       |
| 1974年 | 沒有參賽       |
| 1978年 | 沒有參賽       |
| 1982年 | 沒有參賽       |
| 1986年 | 沒有參賽       |
| 1990年 | 被取消參賽資格 |
| 1994年 | 沒有參賽       |
| 1998年 | 未能晉級       |
| 2002年 | 未能晉級       |
| 2006年 | 未能晉級       |
| 2010年 | 未能晉級       |
| 2014年 | 未能晉級       |
| 2018年 | 未能晉級       |

## 中北美洲及加勒比海足球錦標賽&美洲金盃成績
中北美洲及加勒比海足球錦標賽：1963年至1989年

美洲金盃：1991年至2019年
- 1963年 至 1989年 - 尚未存在
- 1991年 至 1993年 - 尚未存在
- 1996年 至 2002年 - 外圍賽出局
- 2003年 - 沒有參賽
- 2005年 至 2011年- 外圍賽出局
- 2013年 - 小組賽
- 2015年 至 2019年 - 外圍賽出局

## 中美洲國家盃成績
- 1991年中美洲國家盃 - 尚未存在
- 1993年中美洲國家盃 - 尚未存在
- 1995年中美洲國家盃 - 小組賽
- 1997年中美洲國家盃 - 小組賽
- 1999年中美洲國家盃 - 小組賽
- 2001年中美洲國家盃 - 小組賽
- 2003年中美洲國家盃 - 沒有參加
- 2005年中美洲國家盃 - 小組賽
- 2007年中美洲國家盃 - 小組賽
- 2009年中美洲國家盃 - 小組賽
- 2011年中美洲國家盃 - 小組賽
- 2013年中美洲國家盃 - 殿軍
- 2014年中美洲國家盃 - 小組賽
- 2017年中美洲國家盃 - 小組賽

## 外部連結
- 伯利兹足協官網

1. ↑  . FIFA. 2024年12月19日  [2024年12月19日].
2. ↑  Elo rankings change compared to one year ago. . eloratings.net. 2025年3月7日  [2025年3月7日].